# Walter Pedraza
Walter Fernando Pedraza Morales (Soacha, 27 de noviembre de 1981) es un exciclista profesional colombiano. Actualmente se desempeña como entrenador en su ciudad de residencia, Manizales -caldas.

## Trayectoria
Después de que Gianni Savio le fichara para sus diferentes equipos entre 2006 y 2007, pasaría sus dos últimas temporadas en equipos pequeños de Europa. En 2011, volvió a Colombia donde fichó por el equipo EPM-UNE de Raúl Mesa. En el 2015 corrió en el desaparecido equipo  Team Colombia.

## Palmarés

### Ruta
2004
- Clásica de Girardot, más 2 etapas

2005
- Campeonato de Colombia en Ruta
- 1 etapa de la Vuelta a Colombia

2006
- 1 etapa de la Vuelta a Colombia

2007
- 1 etapa de la Vuelta al Táchira
- 1 etapa de la Vuelta por un Chile Líder

2008
- 3.º en el Campeonato de Colombia en Ruta

2009
- 1 etapa del Tour de los Pirineos

2011
- 1 etapa de la Vuelta a Colombia

2013
- Campeonato de Colombia en Ruta
- 1 etapa de la Vuelta al Mundo Maya

2014
- 1 etapa del Tour de Brasil/Vuelta del Estado de San Pablo

2018
- 1 etapa de la Vuelta a Colombia

2019
- Clásica de Girardot, más 1 etapa

### Pista
2018
- Campeonato de Colombia de Ciclismo en Pista
  -  Medalla de bronce Carrera por puntos

## Resultados en las grandes vueltas
Durante su carrera deportiva ha conseguido los siguientes puestos en las Grandes Vueltas:
| Carrera         | 2008 | 2009 | 2010 | 2011 | 2012 | 2013 | 2014 | 2015  | 2016 | 2017 | 2018 |
| --------------- | ---- | ---- | ---- | ---- | ---- | ---- | ---- | ----- | ---- | ---- | ---- |
| Giro de Italia  | -    | -    | -    | -    | -    | -    | -    | -     | -    | -    | -    |
| Tour de Francia | -    | -    | -    | -    | -    | -    | -    | -     | -    | -    | -    |
| Vuelta a España | 85.º | -    | -    | -    | -    | -    | -    | 136.º | -    | -    | -    |

## Equipos
- Selle Italia/Serramenti PVC Diquigiovanni (2006-2007)
  - Selle Italia-Serramenti Diquigiovanni (2006)
  - Serramenti PVC Diquigiovanni-Selle Italia (2007)
- Tinkoff Credit Systems (2008)
- Letua Cycling Team (2009)[1]
- SP Tableware (2009[2] -2010)
  - SP Tableware-Gatsoulis Bikes (2009)
  - SP Tableware (2010)
- EPM-UNE (2013-2014)
- Colombia (2015)
- GW Shimano (2016-2019)
- Equipo Continental Supergiros (2020)
- Team Cartagena-Liga de Bolívar(2021-)